# Маргарита Опавская
Маргарита Опавская   (чеш. Markéta Opavská, сил. Margaret s Uopawje, нем. Margaret von Troppau, пол. Małgorzata opawska; 1330 или 1325, Опава — 1363, Брно, Земли Чешской короны) — младшая дочь Микулаша II, князя Опавского, и его первой жены Анны Ратиборской. Стала второй супругой-консортом Иоганна Генриха, маркграфа Моравии.

## Биография
Маргарита родилась между 1325 и 1330 годом.
В 1350 году стала второй женой Иоганна Генриха, маркграфа Моравии. В браке родилось шесть детей, и, хотя после смерти Маргариты, Иоганн Генрих женился еще дважды, но все его законные дети происходили от брака с Маргаритой.
Маргарита умерла в Брно. Как считается, она похоронена в костёле Святого Фомы.

## Дети
- Йост (1351—1411), маркграф Моравии (c 1375) и Бранденбурга (с 1388), антикороль Германии (с 1410)
- Екатерина (1353—1378), замужем (1372) за Генрихом, герцогом Фалкенберга
- Прокоп (1355—1405), маркграф Моравии (с 1375)
- Ян Собеслав (1356—1394), патриарх Аквилеи (с 1387)
- Елизавета (ум. 1400), замужем (1366) за Вильгельмом I, маркграфом Мейссена
- Анна (ум. 1405), замужем за Петром из Штернберка